# Marc Sala
Marc Sala (Terrassa, Vallès Occidental, 1976) és un periodista i presentador de televisió català.
Ha desenvolupat bona part de la seva carrera professional en el mitjà radiofònic, en el qual va començar a Ràdio Barcelona; més endavant s'incorpora a la cadena pública Ràdio Nacional d'Espanya, i hi presenta l'informatiu España a las 8 des de 2004. Durant aquesta etapa també col·labora al programa En días como hoy, que presentava Juan Ramón Lucas.
Nou anys després s'incorpora a la plantilla de Televisió espanyola, i hi treballa per als serveis informatius de la cadena a Catalunya. En 2018 és triat per a presentar la tertúlia política La noche en 24 horas al Canal 24 horas. Roman al capdavant de l'espai fins a l'estiu de 2020.
En 2020 torna al mitjà radiofònic, sempre en la cadena pública, per a conduir l'informatiu nocturn 24 Horas, en el qual compta amb la col·laboració, entre d'altres, d'Oriol Nolis. Després d'aquesta temporada, al setembre de 2021 es torna a posar davant les càmeres de TVE en aquesta ocasió en La 1 per a presentar el primer tram del programa informatiu La hora de La 1.